# Кріс Брайт
Кріс Брайт (англ. Kris Bright, нар. 5 вересня 1986, Окленд) — новозеландський футболіст, нападник клубу «Окленд Сіті».

## Клубна кар'єра
Кріс народився в родині колишнього футболіста, учасника чемпіонату світу 1982 року, Дейва Брайта. У дорослому футболі дебютував 2004 року виступами за команду клубу «Вейтекер Сіті», в якій того року взяв участь у 21 матчі чемпіонату, забивши 29 голів. Більшість часу, проведеного у складі команди, був основним гравцем атакувальної ланки команди. Відзначався надзвичайно високою результативністю, забиваючи в іграх чемпіонату в середньому більше одного голу за матч. Після цього ще один сезон провів у новозеландському «Нью-Зіленд Найтс».
У середині 2006 року Брайтові було запропоновано провести перегляд у шотландському «Кілмарноку», де він пробув місяць, зігравши в трьох іграх та забивши два голи. Хоча контракт не було підписано, гравця помітив клуб другого нідерландського дивізіону «Фортуна» (Сіттард), який запросив Брайта на товариський матч проти клубу «Гелен-Зуйд», де він забив один гол. Після цього новозеландський форвард підписав річний контракт з клубом, з можливістю продовження ще на рік. Він зіграв у десяти матчах в лізі, в якому він забив один гол, проти «Гарлема». Після інтересу з Норвегії, він підписав контракт на 6 місяців до кінця норвезького сезону з норвезьким клубом третього дивізіону «Крістіансунн». Там він забив 11 голів за сім ігор, після чого продовжив контракт до січня 2009 року. У другому сезоні він забив 10 голів у 12 матчах чемпіонату.
На початку 2009 року підписав контракт на півтора року з клубом грецької Суперліги «Пансерраїкосом», проте за підсумками сезону клуб зайняв 15 місце і вилетів у нижчий дивізіон. Після цього в липні Кріс покинув грецький клуб, перейшовши в англійський «Шрусбері Таун» з Другої ліги, де провів півтора року.
На початку 2011 року перейшов в угорський «Гонвед», проте в кінці першого сезону в клубі почались величезні фінансові труднощі і він не був в змозі платити повну заробітну плату. Через це Брайт повинен був знайти новий клуб, яким став мальтійський «Бальцан».
У січні 2012 року став гравцем клубу другого дивізіону Норвегії «Брюне», після чого з літа того ж року грав у вищому дивізіоні Фінляндії за клуби «Гака» та «Марієгамн».
8 березня 2014 року було оголошено, що Брайт підписав контракт з клубом «Лінкольн Сіті», який виступав у п'ятому дивізіоні Англії, де виступав до кінця сезону.
10 листопада 2014 року підписав контракт з новосформованим клубом «Бхарат» з індійської І-Ліги. Брайт був основним нападником команди, зігравши у 17 матчах з 20, в яких забив 6 голів. Проте команда зайняла останнє місце і в кінці сезону була розформована.
10 липня 2015 року він підписав контракт з південноафриканським «Бідвест Вітсом», а 23 серпня 2016 року став гравцем північноірландського «Лінфілда», проте в жодній команді заграти не зумів.
21 вересня 2017 року повернувся на батьківщину, ставши гравцем «Окленд Сіті».

## Виступи за збірні
Виступаю за юнацькі та молодіжні збірні Нової Зеландії різних вікових категорій.
19 листопада 2008 року дебютував в офіційних матчах у складі національної збірної Нової Зеландії в останньому матчі кубка націй ОФК 2008 року, який новозеландці програли Фіджі (0:2). Тим не менш цей матч вже не мав турнірного значення, оскільки Нова Зеландія вже достроково здобула титул чемпіона Океанії. Наступного року у складі збірної був учасником розіграшу Кубка конфедерацій 2009 року у ПАР, де зіграв один матч 14 червня проти Іспанії (0:5), а збірна не вийшла з групи.

## Титули і досягнення
- Володар Кубка націй ОФК: 2008